# Elezioni generali nel Regno Unito del 1812
Le elezioni generali nel Regno Unito del 1812 furono le quarte a svolgersi dopo l'unione di Gran Bretagna e Irlanda.
Il quarto Parlamento del Regno Unito fu sciolto il 29 settembre 1812, quattro mesi dopo che Robert Banks Jenkinson, II conte di Liverpool era entrato in carica come Primo ministro del Regno Unito dopo l'assassinio di Spencer Perceval. Il nuovo Parlamento fu convocato il 24 novembre 1812, per una durata massima di sette anni; il termine massimo poteva essere abbreviato dal sovrano con lo scioglimento anticipato, cosa che avveniva normalmente prima del termine ufficiale.

## Situazione politica
Dopo le elezioni del 1807 il governo Tory pittita, guidato dal Primo ministro William Henry Cavendish-Bentinck, III duca di Portland (che allora sosteneva di essere un Whig), continuò ad impegnarsi nelle guerre napoleoniche. 
Al centro dell'opposizione vi erano i Whig foxiti, guidati sin dalla morte di Charles James Fox nel 1806 da Charles Grey, II conte Grey (conosciuto con il titolo di cortesia di Viscone Howick, e membro della Camera dei comuni nel periodo 1806-1807). Tuttavia, come osserva Foord, "gli affari del partito lungo quasi tutto questo periodo furono in uno stato di incertezza e confusione". Grey non era il comandante che Fox era stato; dopo che Grey ereditò il titolo e si spostò alla Camera dei lord nel 1807, la guida del partito alla Camera dei comuni rimase estremamente debole.
I grenvilliti, associati al Primo ministro Whig precedente a Portland, William Wyndham Grenville, I barone Grenville, erano anch'essi all'opposizione, ma avevano meno importanza dei foxiti. Nonostante ciò, Grenville fu riconosciuto come il primo leader dell'opposizione alla Camera dei lord.
Fino al 1812 la fazione Tory si associò con un altro ex Primo ministro, Henry Addington, I visconte Sidmouth, e rimase fuori dal governo.
La più piccola componente dell'opposizione erano i radicali, costituiti principalmente da borghesi riformatori. Avevano differenze filosofiche con i più aristocratici Whig, ma solitamente alla fine votavano con loro in Parlamento.
Nel 1908 Portland, la cui salute stava peggiorando, si dimise. Il nuovo Primo ministro Tory fu Spencer Perceval. Nell'aprile 1812 portò Sidmouth nel governo, e un mese dopo Perceval fu assassinato; la carica fu assegnata a Robert Jenkinson, che non riuscì a coinvolgere Grenville. Questo rappresentò un ulteriore passaggio di sviluppo nel sistema bipartitico, con quasi tutti i Tory che sostennero il governo, e tutti i Whig che si opposero.
Le elezioni generali del 1812 mantennero i Tory al potere per un ulteriore mandato.

## Risultati
|          |          |  |       |       |
| -------- | -------- |  | ----- | ----- |
| Tory     | Tory     |  | 60,6% | 60,6% |
| Whig     | Whig     |  | 29,8% | 29,8% |
| Radicali | Radicali |  | 0,2%  | 0,2%  |
| Altri    | Altri    |  | 9,4%  | 9,4%  |

Legenda: BC: collegio di borough/burgh, CC: collegio di contea, UC: collegio universitario, Totale C: Collegi totali, BMP: deputati di borough/burgh, CMP: deputati di contea, UMP: deputati di collegi universitari.
| Nazione     | BC  | CC  | UC | Totale C | BMP | CMP | UMP | Totale deputati |
| ----------- | --- | --- | -- | -------- | --- | --- | --- | --------------- |
| Inghilterra | 202 | 39  | 2  | 243      | 404 | 78  | 4   | 486             |
| Galles      | 13  | 13  | 0  | 26       | 13  | 14  | 0   | 27              |
| Scozia      | 15  | 30  | 0  | 45       | 15  | 30  | 0   | 45              |
| Irlanda     | 33  | 32  | 1  | 66       | 35  | 64  | 1   | 100             |
| Totale      | 263 | 114 | 3  | 380      | 467 | 176 | 5   | 658             |

## Riferimenti
- His Majesty's Opposition 1714–1830, di Archibald S. Foord (Oxford University Press 1964)
- (Dates of Elections) Footnote to Table 5.02 British Electoral Facts 1832–1999, compiled and edited by Colin Rallings and Michael Thrasher (Ashgate Publishing Ltd 2000).
- (Types of constituencies – Great Britain) British Historical Facts 1760–1830, by Chris Cook and John Stevenson (The Macmillan Press 1980).
- (Types of constituencies – Ireland) Parliamentary Election Results in Ireland 1801–1922, edited by B.M. Walker (Royal Irish Academy 1978).